# Индиоу
Индиоу (на английски: Indio, буквени символи за произношението) е град в окръг Ривърсайд, Калифорния, Съединени американски щати. Основан е през 1894. Населението му е 89 793 жители (по приблизителна оценка от 2017 г.).

## Личности
Родени
- Ванеса Марсил (р. 1969), актриса